# Surat, Puy-de-Dôme
Surat är en kommun i departementet Puy-de-Dôme i regionen Auvergne-Rhône-Alpes i centrala Frankrike. Kommunen ligger i kantonen Ennezat som tillhör arrondissementet Riom. År 2022 hade Surat 611 invånare.

## Befolkningsutveckling
Antalet invånare i kommunen Surat
| Referens: INSEE |